# Andorra–La Seu d’Urgell repülőtér
Andorra–La Seu d'Urgell  egy belföldi repülőtér Andorra és La Seu d’Urgell közelében. A légikikötő 1982-ben nyílt meg. 

## Forgalom
Az utasforgalom az elmúlt években az alábbi módon változott:

## Kifutópályák
A repülőtér futópályái: 

## Légitársaságok és úticélok
| Légitársaság | Célállomások              |
| ------------ | ------------------------- |
| Iberia       | Madrid, Palma de Mallorca |